# Aggersborg
Aggersborg  est la plus grande des anciennes forteresses circulaires viking danoises, et l'un des plus grands sites archéologiques du Danemark. Il se trouve près de Aggersund, sur la partie nord du Limfjord. Il était compris dans un rempart circulaire, lui-même entouré d'un fossé. Quatre routes principales reliaient le centre du château au cercle extérieur. Ces routes étaient creusées sous le rempart extérieur, laissant la structure circulaire intacte.
Le château circulaire avait un diamètre intérieur de 240 mètres. Le fossé se trouvait à 8 mètres en dehors du rempart, et avait une profondeur approximative de 1,3 mètre.  Le mur avait une hauteur estimée à 4 mètres. Le rempart était construit de terre et de gazon, renforcé et plaqué avec du chêne, et formait la base d'un parapet. Des rues plus petites se trouvaient dans les quatre grandes sections de la forteresse.
L'Aggersborg moderne est une reconstruction datant des années 1990. Il est cependant plus bas que la forteresse originale.

## Caractéristiques

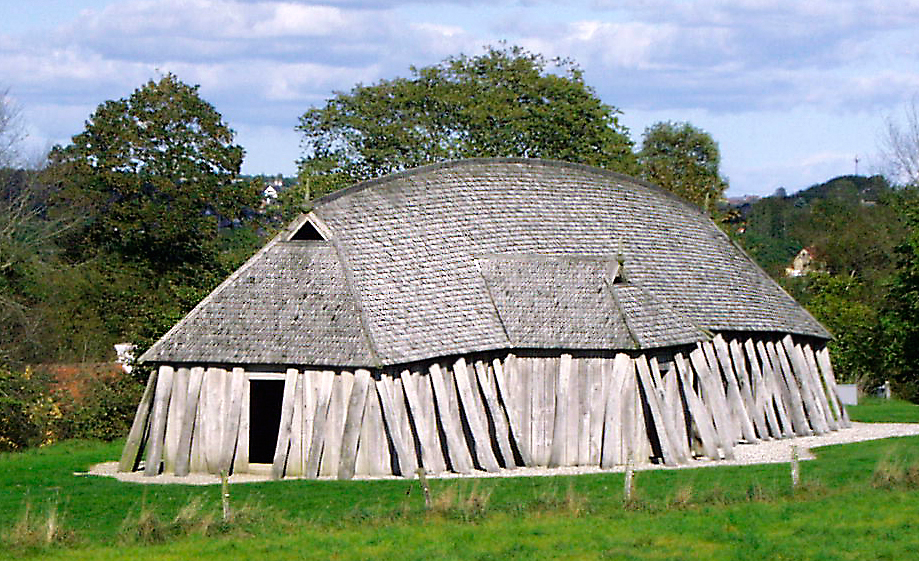
Reconstruction d'une maison Viking.

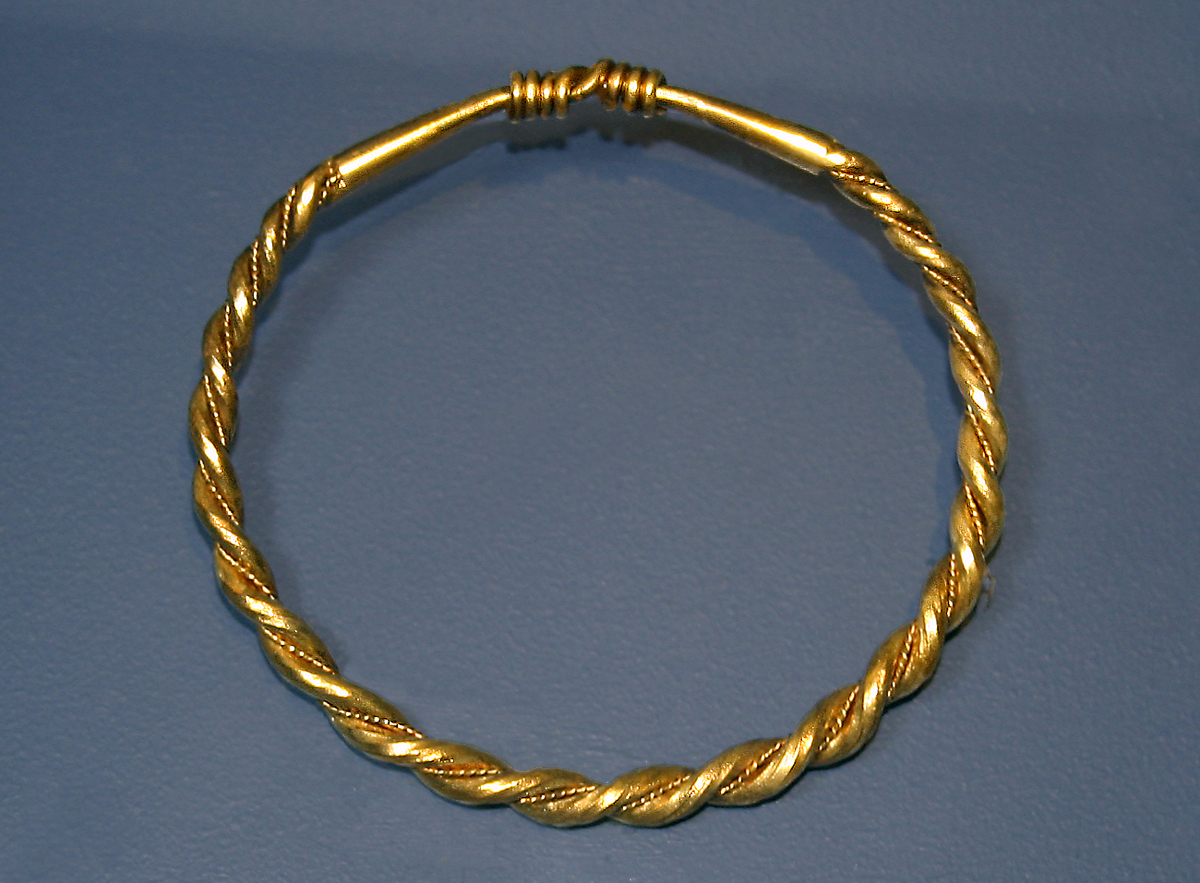
Anneau de bras en or, trouvé près d'Aggersborg.

Les archéologues estiment que la forteresse pouvait contenir une garnison de 5 000 hommes, logée dans 48 maisons longues. Douze de ces maisons se trouvaient dans chaque quadrant, toutes placées selon un axe nord-sud ou ouest-est. Il ne reste aucun vestige de ces maisons, mais des preuves d'emplacement de leurs murs ont été retrouvées. On pense que le style de ces maisons étaient similaires à lui du coffre de Cammin, un reliquaire en forme de maison, ou à celui des pierres tombales en Angleterre.
Les maisons avaient des toits et des murs bombés, similaires à la forme d'un bateau et faisaient 32,5 mètres de long pour 8,5 mètres de large. Elles étaient composées d'un long hall d'environ 19 mètres de long, et d'une série de petites pièces. Il a été estimé que pour construire une seule maison d'Aggersborg il fallait 66 chênes assez larges. La structure entière de la forteresse, incluant les maisons, passe pour avoir consommé 5 000 arbres lors de sa construction.
Un nombre important de trouvailles archéologiques ont été faites sur le site, incluant beaucoup d'objets de luxe venant d'importations (ex. : des perles de cristal de montagne et des morceaux de fioles en verre). Un anneau de bras en or endommagé a également été découvert sur le site (une réplique est d'ailleurs visible au musée d'Aggersborg).
Aggersborg était également facilement accessible par bateau, sachant que les deux extrémités du Limfjord étaient ouvertes à la navigation à l'époque où la forteresse a été construite. Il a été avancé que les bateaux devaient être transportés sur la terre après Løgstørgrunde.
Aggersborg était également stratégiquement placée sur un des trois anciens carrefours de la Hærvejen (route militaire). Les deux autres carrefours étaient pour l'un au nord de Farstrup, et pour l'autre près de Lindholm Høje (Ålborg).
Aucune donnée concluante n'existe pour savoir si Aggersborg était une place forte contrôlant les routes commerciales ou si sa fonction principale était d'être un lieu d'entraînement, en connexion avec les raids en Angleterre menés par Sven Ier de Danemark.

### Comparaison avec les autres châteaux circulaires
| Site                    | diamètre intérieur | largeur rempart | Nb de maisons longues | longueur maison |
| ----------------------- | ------------------ | --------------- | --------------------- | --------------- |
| Aggersborg              | 240 m              | 11 m            | 48                    | 32,0 m          |
| Borgeby                 | 150 m              | 15 m            |                       |                 |
| Fyrkat                  | 120 m              | 13 m            | 16                    | 28,5 m          |
| Nonnebakken             | 120 m              |                 |                       |                 |
| Trelleborg (Slagelse)   | 136 m              | 19 m            | 16                    | 29,4 m          |
| Trelleborg (Trelleborg) | 125 m              |                 |                       |                 |

## Datation du site
La datation de la structure s'est révélée délicate, sachant que sur ce même site archéologique on a retrouvé un village germanique datant de l'âge du fer. Le château circulaire semble avoir été bâti aux alentours de 980, durant le(s) règne(s) de Harald Ier de Danemark, dit à la dent bleue et / ou de Sven Ier de Danemark, dit barbe fourchue. Cinq des six châteaux circulaires du Danemark historique sont contemporains de cette époque. La structure a été achevée en un ou deux ans, et utilisée pendant une période assez courte, entre cinq et 20 ans.

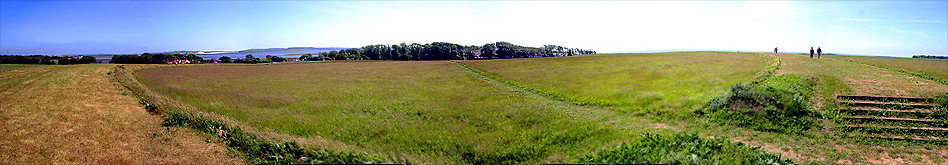
Panorama du site d'Aggersborg.